# Central y Oeste
El Distrito Central y Oeste (en chino: 中西区, pinyin: Zhōng xī qū, en inglés: Central and Western District) es uno de los 18 distritos de la ciudad de Hong Kong. Está ubicado en la parte norte de la isla de Hong Kong. Su área es de 12.52 kilómetros cuadrados y su población es de 251 000 (2011).

## Historia
El distrito Central, en la ciudad de Victoria, fue la primera área de desarrollo urbano planificado en Hong Kong durante la época colonial. Los británicos llevaron a cabo una venta de terrenos en junio de 1841, seis meses después se izó la bandera en un ligar de la ciudad. 51 lotes de terrenos se vendieron a 23 casas comerciales de construcción de oficinas y almacenes. Algunos de los compradores de propiedades incluyeron Dent & Co, Jardine Matheson Holdings. Las calles más adelante se conocían como Government Hill.
En 1857, el gobierno británico amplió la ciudad de Victoria y la dividió en siete distritos. Los que se encuentran el actual Central y Oeste. El área era esencialmente un espacio europeo hasta 1860, cuando los comerciantes chinos comenzaron a comprar propiedades europeas alrededor de distintas calles. El distrito Centro fue el principal distrito de las empresas europeas. El distrito Oeste era el centro comercial de las empresas chinas.
En 1880, el pueblo Shek Tong Tsui se estableció seguido por la Ciudad Kennedy en el siglo XX. Por 1890 la mayoría de la población de Hong Kong se concentró en el distrito con unos 200.000 habitantes, la mayoría en la ciudad de Victoria.